# М'якохвіст венесуельський
М'якохві́ст венесуельський (Phacellodomus inornatus) — вид горобцеподібних птахів родини горнерових (Furnariidae). Мешкає в Колумбії і Венесуелі. Раніше вважався конспецифічним з рудолобим м'якохвостом, однак за результатами молекулярно-генетичного дослідження мітохондріальної ДНК, результати якого були опубліковані у 2020 році, був визнаний окремим видом.

## Опис
Довжина птаха становить 15,5 см. Виду не притаманний статевий диморфізм. Верхня частина тіла коричнева, над очима світло-коричневі "брови". Нижня частина тіла білувата, боки коричнюваті. Руда пляма на лобі відсутня.

## Підвиди
Виділяють два підвиди:
- P. i. inornatus Ridgway, 1887 — північ центральної Венесуели (північно-східний Фалькон, Яракуй, Карабобо, Міранда);
- P. i. castilloi Phelps Jr & Aveledo, 1987 — північно-східна Колумбія та західна і центральна Венесуела (на схід від Анд).

## Поширення і екологія
Венесуельські м'якохвости живуть у льяносі і саванах, на узліссях тропічних лісів, в рідколіссях і чагарникових заростях. Зустрічаються на висоті до 950 м над рівнем моря. Живляться комахами. Гніздяться у великих гніздах, зроблених з гілок.